# Heinrich Albrecht (Politiker, 1918)
Heinrich Albrecht (* 15. Mai 1918 in München; † 1. Dezember 1978 ebenda) war ein deutscher Politiker (SPD).
Albrecht besuchte die Volksschule und die Berufsschule für Maschinenbau und machte die Lehre zum Schlosser bei der Deutschen Reichsbahn. Nachdem er am Zweiten Weltkrieg teilgenommen hatte, kehrte er zur Reichsbahn zurück und war nunmehr als technischer Zeichner tätig. 1949 stieg er hauptamtlich in die Bezirksleitung München der Gewerkschaft der Eisenbahner Deutschlands ein, 1954 wurde er deren Bezirksleiter. Er saß außerdem im Landesbezirksvorstand des DGB Bayern. Für die SPD, der er bereits 1946 beitrat, saß er von 1962 bis 1974 im Bayerischen Landtag, stets gewählt über die Wahlkreisliste in Oberbayern.